# Ojos del Salado
O Ojos del Salado é um estratovulcão com 6 893 metros de altitude, considerado o mais alto vulcão do mundo. É também a segunda mais alta montanha da América, do Hemisfério Ocidental, do Hemisfério Sul, e a mais alta do Chile. Este vulcão está localizado numa região bastante selvagem e muito pouco explorada da fronteira Argentina-Chile, a 600 km a norte do Aconcágua, ponto mais alto dos Andes, numa região de clima desértico. Faz parte do círculo de fogo do Pacífico.
O seu nome provém de enormes depósitos de sal que, na forma de lagoas ou "olhos", surgem nos seus glaciares.. Uma outra versão é a de que um olho de água nos Andes é um manancial, uma nascente. . Assim ali seriam as nascentes do Rio Salado. Depois verificou-se que este rio nasce das geleiras do Walter Penck.

## Acesso
Esse vulcão já matou 100 pessoas. O cume do Ojos del Salado foi atingido pela primeira vez em 26 de fevereiro de 1937, por Jan Alfred Szczepański e Justyn Wojsznis, ambos naturais da Polónia. Para chegar ao acampamento base da montanha, é necessário o uso de veículos com tração nas quatro rodas (4x4), pois o terreno é bastante irregular e não há infraestrutura na região.
A cidade mais próxima do Ojos del Salado é Copiapó, está a 280km da base do Vulcão, é conhecida como a ante-sala do deserto de Atacama. É nesta cidade que deve ser solicitada a autorização para escalada e feitas as últimas compras, depois não existe mais nenhum apoio.
O Acampamento Base é em Laguna Verde (4300 m) onde existe um refúgio de montanha chamado Claudio Lucero, acessível em veículos normais. Ali nas redondezas existem termas com águas com mais de 40ºC. O segundo Acampamento está a 5200 metros de altitude onde também existe outro refúgio, chamado de Atacama que no momento é o último local onde se pode chegar em veículo 4x4. O último acampamento é Tejos que está a 5750 m de altitude e dispõe de seis camas e pode ser usado por quem chegar lá, desde que exista vaga. Havia uma estrada até este refúgio, porém na atualidade ela se encontra intransitável para veículos.
A ascensão ao cume é bastante difícil, indicada a quem possui experiência prévia e equipamento especial; apesar da condição quente do deserto, desde o seu acampamento base em Laguna Verde, faz bastante frio e o ar é rarefeito, no terceiro e último acampamento, Tejos (5800m) é comum temperaturas de -15ºC a 20ºC em pleno verão.
Um fator que dificulta e que deve ser considerado por qualquer montanhista que pretenda escalar o Ojos del Salado, além da sua altitude, é o trecho final que é uma escalada de rocha que terá que ser feita com equipamentos de escalada em gelo, bota dupla e excesso de roupas.
Para uma escalada segura, deve-se contratar um guia para o dia de cume, trecho muito extenso em encostas íngremes da montanha com uma finalização ainda mais arriscada no trecho de escalada em rocha que fica logo após a cratera.
No final de 2008, um dinamarquês , após chegar o cume não conseguiu descer e jamais foi encontrado o seu corpo, apesar das muitas expedições de busca, inclusive com helicóptero. Este triste acidente corrobora com a ideia da contratação de um guia local.
O Ojos del Salado está localizado no início do altiplano que se estende para a Bolívia, e nesta região tem ocorrência de neve em pleno inverno. Nos anos de maior ocorrência de neve, a escalada se torna mais perigosa, deixando alguns trechos com mais de um metro de neve, cobrindo toda a via, fato que já deixou diversos montanhistas em apuros.
Para a escalada do Ojos del Salado é necessário uma permissão que é emitida pela internet através do site da DIFROL, órgão governamental chilena que cuida dos limites e fronteiras daquele país.

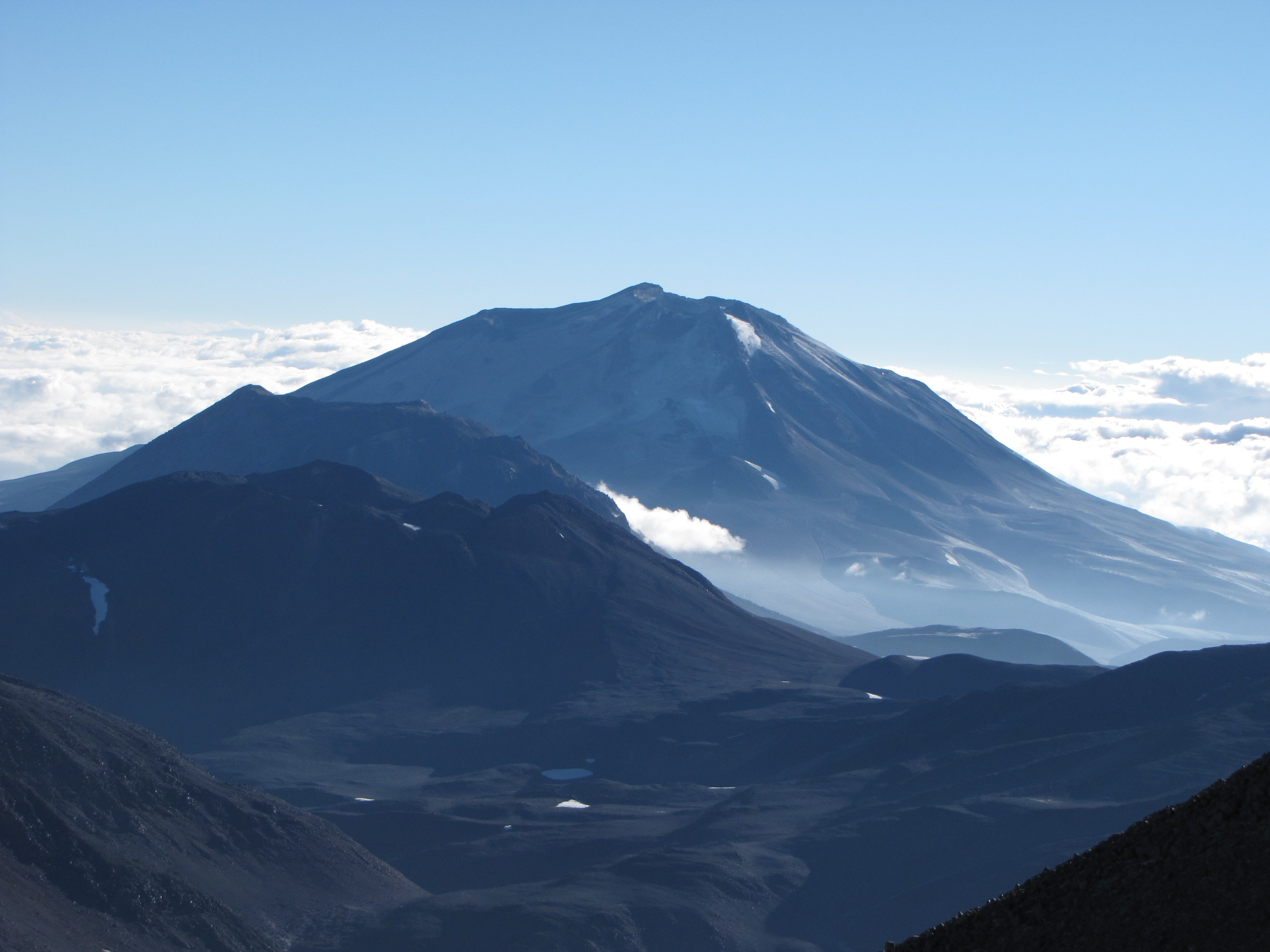
Ojos del Salado

## Geografia e geomorfologia
O Ojos del Salado localiza-se no limite sul da Puna do Atacama, ficando na província de Catamarca na Argentina, a oeste da cidade de Fiambalá e na província de Copiapó no Chile, a leste da cidade de Copiapó. Apesar de ser uma região remota, com acesso a vários locais apenas por estradas de terra e caminhos para veículos 4x4, há uma estrada internacional atravessando o Passo de São Francisco (Rota 31 Chile e Rota 60 na Argentina) que fica a 20km aproximadamente a norte do Ojos del Salado, facilitando o acesso. O Ojos del Salado não forma um único cone no pico, sendo um maciço complexo formado por vários vulcões menores superpostos. 
Faz parte da Zona Vulcanica Central do Cinturão Vulcânico dos Andes, e apesar de a última erupção ser estimada como tendo ocorrido 1300 anos atrás, a atividade atual reduz-se a fumarolas próximas ao cume e a existência de fontes termais de água que criam a lagoa mais alta do mundo, na forma do lago da cratera, a 6.480m, que cobre uma área de 6000m2 e tem fontes que atingem 40ºC de temperatura. Também existem dois lagos mais baixos, a cerca de 5900m de altitude.

## Clima

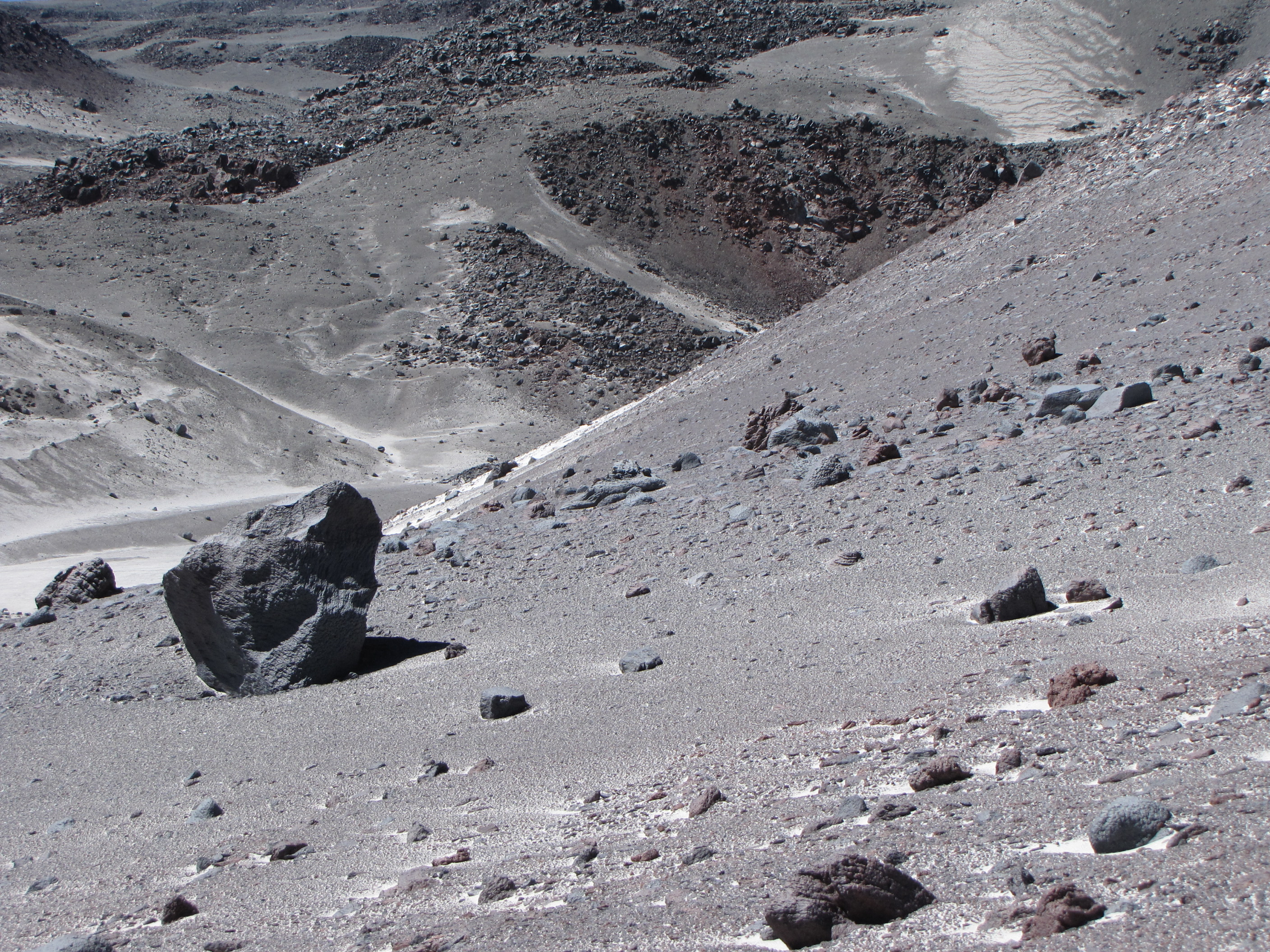
Paisagem desértica da Puna nas encostas do Ojos del Salado

Fazendo parte ainda da Puna do Atacama, o clima é extremamente árido, com precipitações na forma de neve e granizo abaixo de 500mm por ano. Apesar de existirem pequenas geleiras, não há registro de movimento nas mesmas. Há formação de grandes campos de penitentes, que são pequenas torres de gelo causadas pela sublimação da água em altas altitudes. Acima de 4600m a vida restringe-se a fungos e liquens, além de bactérias resistentes a ácidos e sais encontradas nos lagos superiores.

## Presença humana
Há uma falta de registros de presença humana no Ojos del Salado, causados pela sua localização remota. Não há locais arqueológicos encontrados, que indiquem presença pré-colombiana. Após a colonização, também não há registros pelas expedições de Diego de Almagro, no século 16, que passou pelo local e nem mesmo, no século XX nas passagens de Walter Penck. 